# Pątnów Legnicki
Pątnów Legnicki (niem. Panten) – wieś w Polsce położona w województwie dolnośląskim, w powiecie legnickim, w gminie Kunice. 

## Opis miejscowości
Graniczy bezpośrednio z miastem Legnicą. Już dawno utraciła swój rolniczy charakter i stała się przedmieściem stolicy powiatu. Znajduje się tutaj cmentarz parafialny z końca XIX wieku oraz pszczelarnia.

## Komunikacja publiczna
Do Pątnowa Legnickiego dojeżdża autobus MPK Legnica linii nr 1. We wsi znajdowała się stacja kolejowa Pątnów Legnicki.

## Podział administracyjny
W latach 1975–1998 miejscowość administracyjnie należała do województwa legnickiego.

## Bitwa pod Pątnowem Legnickim
15 sierpnia 1760 w czasie wojny siedmioletniej, pod Pątnowem Legnickim doszło do bitwy pomiędzy wojskami pruskimi pod dowództwem króla Fryderyka II a wojskami austriackimi dowodzonymi przez feldmarszałka Leopolda von Dauna.

## Zabytki
Do wojewódzkiego rejestru zabytków wpisany jest:
- park, z czwartej ćwierci XVIII w., przebudowany w XIX w.